# Powiat Malacky
Powiat Malacky (słow. okres Malacky) – słowacka jednostka podziału administracyjnego znajdująca się w kraju bratysławskim, zajmuje obszar 949,56 km². Powiat Malacky zamieszkiwany jest przez 64 354 obywateli (w roku 2001). Średnia gęstość zaludnienia wynosi 67,77 osób na km². Miasta: Stupava i powiatowe Malacky.